# Rhodopsis
Rhodopsis är ett släkte av ringmaskar. Rhodopsis ingår i familjen Serpulidae.
Kladogram enligt Catalogue of Life:
| Rhodopsis | \| \| Rhodopsis pusilla \| \| \| \| \| \| Rhodopsis simplex \| \| \| \| |
|           | \| \| Rhodopsis pusilla \| \| \| \| \| \| Rhodopsis simplex \| \| \| \| |
|           | Rhodopsis pusilla                                                       |
|           |                                                                         |
|           | Rhodopsis simplex                                                       |
|           |                                                                         |